# Jean Bogaerts (schutter)
Jean Bogaerts (Oppuurs, 6 juni 1944) is een Belgisch voormalig schutter.

## Levensloop
Bogaerts nam deel aan de Olympische Zomerspelen van 1988 te Seoel in de onderdelen 'luchtpistool, 10 meter' en 'pistool, 50 meter'. Op de 50 meter eindigde hij op de 16e plaats en op de 10 meter op de 33e plaats in de eindrangschikking.
Hij nam viermaal deel aan de Europese kampioenschappen (1999, 2000, 2001 en 2003) in het onderdeel 'luchtpistool, 10 meter'. Zijn beste prestatie behaalde hij er in 2001 te Pontevedra met een 45e plaats. Daarnaast behaalde hij in 1987 goud op de Wereldbeker-wedstrijd te München in het onderdeel 'luchtpistool, 10 meter' en in 1988 zilver te Suhl in het onderdeel 'pistool, 50 meter'.